# Iñaki Mayora
Iñaki Mayora Oria, nacido en Ormáiztegui (Guipúzcoa, España) el 2 de junio de 1954. Fue un ciclista profesional español entre los años 1977 y 1987. 
Sus únicas victorias las obtuvo en la modalidad de ser ciclocross, a la que se dedicó prácticamente en exclusividad, logrando cuatro Campeonatos de España de Ciclocross.
Desde 1996 hasta 2007 fue alcalde de su localidad natal, primero como candidato del PNV y luego como independiente.

## Palmarés
| 1977 - 3.º en el Campeonato de España de Ciclocross 1980 - Campeonato de España de Ciclocross - Ciclocross de Igorre 1981 - Campeonato de España de Ciclocross 1982 - 3.º en el Campeonato de España de Ciclocross | 1983 - Campeonato de España de Ciclocross 1984 - Campeonato de España de Ciclocross 1985 - 3.º en el Campeonato de España de Ciclocross 1986 - 3.º en el Campeonato de España de Ciclocross |

## Resultados en Grandes Vueltas y Campeonato del Mundo
Durante su carrera deportiva ha conseguido los siguientes puestos en las Grandes Vueltas y en los Campeonatos del Mundo en carretera y ciclocrós:
| Carrera               | 1977 | 1978 | 1979 | 1980 | 1981 | 1982 | 1983 | 1984 | 1985 | 1986 | 1987 |
| --------------------- | ---- | ---- | ---- | ---- | ---- | ---- | ---- | ---- | ---- | ---- | ---- |
| Giro de Italia        | -    | -    | -    | -    | -    | -    | -    | -    | -    | -    | -    |
| Tour de Francia       | -    | -    | -    | -    | -    | -    | -    | -    | -    | -    | -    |
| Vuelta a España       | -    | -    | -    | -    | -    | -    | -    | -    | -    | -    | -    |
| Mundial en Ruta       | -    | -    | -    | -    | -    | -    | -    | -    | -    | -    | -    |
| Mundial de Ciclocross | 15.º | -    | -    | 20.º | -    | -    | 26º  | 23.º | 20.º | 23.º | -    |

-: no participa

Ab.: abandono

## Equipos
- Kas (1977-1981)
- Baque-Zeus (1982)
- Orbea (1982)
- Teka (1984-1985)
- Razesa (1986-1987)